# Cheilotheca malayana
Cheilotheca malayana är en ljungväxtart som beskrevs av Scortech. och Joseph Dalton Hooker. Cheilotheca malayana ingår i släktet Cheilotheca och familjen ljungväxter. Inga underarter finns listade i Catalogue of Life.